# Partido de San Nicolás (Cuba)

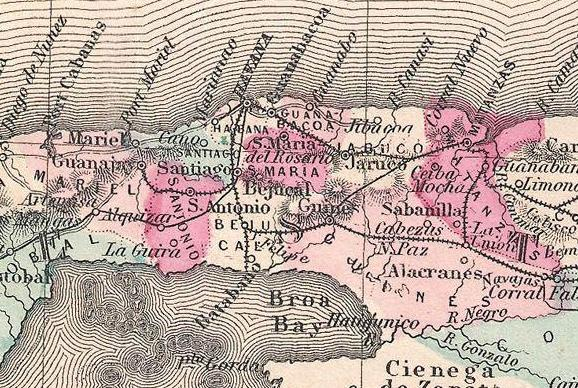
Mapa de las Jurisdicciones en el territorio de La Habana en 1862. Se muestra la Jurisdicción de Güines.

El Partido de San Nicolás fue una división administrativa histórica  de la Jurisdicción de Güines en el Departamento Occidental de la isla de Cuba. Se trata de un partido de segunda situado en el interior de la isla en la costa de mar Caribe, Golfo de Batabanó,  al sureste de la  ciudad de La Habana.
Em 2011, San Nicolás era uno de los once municipios de la Provincia Mayabeque, hasta finales de 2010 perteneció a la Provincia de La Habana.

## Geografía
Cuenta con una extensión superficial de 2 169 caballerías, limitando por el norte con el partido de Madruga; por el oeste con el de La Catalina, con el distrito de la cabecera y también con el partido de Melena; por el sur con la costa; y por el este con el partido de Nueva Paz o de los Palos.

## Administración y Gobierno
A la cabeza de la administración y gobierno de esta Jurisdicción, se hallaba un teniente coronel, que es a su vez comandante militar y gobernador civil,  que reside en la ciudad de San Francisco Javier y San Julián de los Güines, con los demás funcionarios y subalternos necesarios. 
La  alcaldía o capitanía de partido también se encuentra en la aldea de San Nicolás.

## Poblamiento
Sus poblaciones son  el pueblo de San Nicolás  que le da su nombre y le sirve de cabeza, el considerable caserío de Jobo y el grupo de chozas de Caimito. Cuenta con las parroquias de San Nicolás y  de las Vegas.
Su población ascendía a 5 917 personas, entre las cuales había 2 073 blancos, 409 colonos asiáticos y  3068 esclavos morenos.

## Economía
Está distribuido el territorio en 12 ingenios, 4 cafetales, 88 potreros y haciendas de crianza y 177 de labor.